# Вулиця Союзу Українок
Ву́лиця Союзу Українок — вулиця в Шевченківському районі Львова, в місцевості Підзамче, що сполучає вулиці Гайдамацьку та Софії Яблонської та має форму відзеркаленої літери Г. Прилучається вулиця Академіка Катерини Ющенко.

## Історія та назва
Відома від 1893 року під назвою — вулиця П'ястів, на честь польської королівської династії П'ястів. У 1946 році була перейменована на вулицю Миколи Лобачевського, на честь російського математика Миколи Лобачевського. Рішенням виконавчого комітету Львівської міської ради від 29 вересня 2022 року вулицю Лобачевського перейменовано на вул. Союзу Українок, на честь найбільшої жіночої організації в Україні — Союзу українок.

## Забудова
Вулиця Союзу Українок забудована дво-, три та чотириповерховими кам'яницями, зведеними наприкінці XIX — на початку XX століття у стилях класицизму та орнаментальної сецесії.
№ 5, 7 — двоповерхові житлові будинки споруджені у 1910-х роках з червоної цегли.
№ 6 — триповерховий житловий будинок був споруджений у 1909—1910 роках за проєктами архітекторів Зигмунта Добжанського та Петра Тарнавецького у стилі пізньої орнаментальної сецесії на замовлення Юзефа Лінтнера. Власник будинку, підприємець Юзеф Лінтнер був вбитий у цьому будинку під час єврейського погрому 21—23 листопада 1918 року. До вересня 1939 року власниками будинку були Катажина Лінтнер та спілка.
№ 8 — чотириповерховий житловий будинок був споруджений у 1909—1910 роках за проєктами архітекторів Зигмунта Добжанського та Петра Тарнавецького у стилі пізньої орнаментальної сецесії на замовлення Зендера Ґрюсса, за іншою інформацією, у стилі ретроспективного модерну. До вересня 1939 року власником будинку була вдова Зендера, Єтті Ґрюсс.
№ 18 — триповерховий житловий будинок. Тут мешкав письменник, один із перших творців польської фантастики Стефан Грабінський.